# 佛拉明哥倫巴
佛拉明哥倫巴（Flamenco Rumba），也叫做吉普賽倫巴或西班牙倫巴，是弗拉明戈音樂的一種舞蹈和伴奏音乐曲式。在19世紀，古巴倫巴流傳到了西班牙，因而產生了這種曲式。
与古巴伦巴最大的不同是，佛拉明哥倫巴是用吉他跟拍掌來打拍子，而古巴倫巴是使用鼓跟 Claves。但是，現代的吉他手 帕科·德盧西亞（Paco de Lucia）跟 Tomatito 等等把 congas 跟卡宏這些打擊樂器，融合入佛拉明哥倫巴。佛拉明哥倫巴跟佛拉明哥其他傳統曲式（例如喧戲調）跟凡丹戈舞主要的不同是在於，節奏。佛拉明哥節奏較其他曲式慢。而且它不使用clave，這點跟古巴倫巴不同。
近年来佛拉明哥伦巴在美国以及世界其他地区变得日益流行。